# ژوردی ماسیپ
جوردی ماسیپ (انگلیسی: Jordi Masip؛ زادهٔ ۳ ژانویهٔ ۱۹۸۹) یک بازیکن فوتبال اهل اسپانیا است.